# Populus guzmanantlensis
Populus guzmanantlensis é uma espécie de planta do gênero Populus, pertencente à família Salicaceae. É endêmica do México.